# Dahlerhof
Dahlerhof ist ein Ortsteil von Neunkirchen in der Gemeinde Neunkirchen-Seelscheid im Rhein-Sieg-Kreis.

## Lage
Dahlerhof liegt auf den Hängen des Wendbachtales im Bergischen Land. Frühere Nachbarorte sind die jetzigen Ortsteile Höfferhof im Nordosten, Walzenrath und Neunkirchen-Zentrum im Süden.

## Geschichte
Namensgebend ist ein Gehöft im Tal (Dahl).
1830 war Dahlerhof nicht verzeichnet. 1845 hatte der Hof 33 katholische Einwohner in fünf Häusern. 1888 gab es 43 Bewohner in zehn Häusern.
1901 hatte der Weiler 33 Einwohner. Verzeichnet sind die Familien Zimmerer Peter Neu, Ackerin Witwe Wilhelm Orth, Ackerin Witwe Johann Pütz, Zimmerer Josef Söntgerath, Ackerer Peter Josef Walterscheid und Ackerer Johann Weyden.
Das Dorf gehörte bis 1969 zur Gemeinde Neunkirchen.